# 歐幾里得大道車站
尤克利德大道車站（英語：Euclid Avenue station）是美國紐約地鐵IND福爾頓街線一個快車地鐵站，位於布魯克林東紐約尤克利德大道及皮特金大道交界，設有A線（任何時候停站）和C線（任何時候停站（深夜除外））的南端總站，深夜期間也是臭氧公園勒弗茲林蔭路接駁線的北端總站。

## 車站結構
| G        | 街道層                | 出入口 |
| M        | 夾層                  | 閘機、車站詢問處                                                                                          |
| P 月台層 | 北行                  | 往168街（除深夜外只限上客）（牧者大道） · 深夜時往英伍德-207街（牧者大道）                                |
| P 月台層 | 島式月台，左/右側開門 | |
| P 月台層 | 北行快速              | 往英伍德-207街（除深夜外）（百老匯交匯） · 總站軌道（深夜接駁線）                                         |
| P 月台層 | 南行快速              | 往勒弗茲林蔭路/遠洛克威/洛克威公園（深夜除外）（格蘭特大道） · 往勒弗茲林蔭路（深夜接駁線）（格蘭特大道） |
| P 月台層 | 島式月台，左/右側開門 | |
| P 月台層 | 南行                  | 總站軌道（深夜除外） · 深夜時往遠洛克威（深夜）（格蘭特大道）                                             |

此站設有兩個島式月台和四條軌道，也是INF福爾頓街線最東端的快車地鐵站。

## 車站以東
IND福爾頓街線東面的下一站是位於城市線的格蘭特大道。然而有指一個未完工、鄰近臭氧公園的76街的車站，在格蘭特大道四個街區以東。

## 外部連結
- nycsubway.org—IND Fulton: Euclid Avenue
- Station Reporter — C train
- Station Reporter — A Lefferts
- Station Reporter — A Rockaway
- The Subway Nut — Euclid Avenue Pictures （页面存档备份，存于）
- Euclid Avenue entrance from Google Maps Street View
- Platforms from Google Maps Street View